# Jack Harlan
Jack Rodney Harlan, né le 7 juin 1917 à Washington, DC et mort le 26 août 1998 à La Nouvelle-Orléans, est un botaniste et agronome américain.

## Biographie
Jack Harlan était titulaire d'un baccalauréat (B.S.) de l'Université George Washington à Washington obtenu en 1938 et d'un doctorat en génétique (Ph.D.) de l'université de Californie obtenu en 1942. 
Il a travaillé pour le ministère américain de l'Agriculture (USDA) de 1942 à 1961. En tant que membre du corps professoral de l'université d'État de l'Oklahoma, il refusa de signer un serment de loyauté ; il exerça ensuite comme professeur de génétique des plantes à l'université de l'Illinois à Urbana-Champaign, où il participa à la création du laboratoire sur l'évolution des plantes cultivées (Crop Evolution Laboratory) en 1966. Il partit à La Nouvelle-Orléans en Louisiane dans les années 1980 et exerça la fonction de professeur auxiliaire à l'université Tulane

## Publications
Harlan a publié de nombreux articles dans le domaine de la biodiversité des plantes cultivées et fait connaître ses préoccupations sur la contribution des pratiques de l'agriculture moderne à l'extinction des variétés anciennes et traditionnelles de plantes cultivées,, notamment :
- Jack R. Harlan, Les Plantes cultivées et l'homme, Presses universitaires de France, 1987, 414 p. (ISBN 978-2-85319-188-3, présentation en ligne)

## Distinctions
- John Simon Guggenheim Memorial Fellowship (1959)
- American Grassland Council Merit Award (1962)
- International Service in Agronomy Award (1976)